# Chandler, Indiana
Chandler är en kommun (town) i Warrick County i Indiana. Vid 2010 års folkräkning hade Chandler 2 887 invånare.